# Atletismo nos Jogos Pan-Americanos de 1951 - Lançamento de dardo masculino
A prova do lançamento de dardo masculino nos Jogos Pan-Americanos de 1951 foi realizada em Buenos Aires, Argentina.

## Medalhistas
| Ouro                        | Prata                            | Bronze                     |
| Ricardo Héber ARG Argentina | Steve Seymour USA Estados Unidos | Horst Walter ARG Argentina |

## Resultados
| Posição           | Nome           | Nacionalidade      | Marca | Notas |
| ----------------- | -------------- | ------------------ | ----- | ----- |
| Medalha de ouro   | Ricardo Héber  | ARG Argentina      | 68.08 |       |
| Medalha de prata  | Steve Seymour  | USA Estados Unidos | 67.08 |       |
| Medalha de bronze | Horst Walter   | ARG Argentina      | 66.33 |       |
| 4                 | Gerardo Mielke | ARG Argentina      | 64.94 |       |
| 5                 | Hernán Ortíz   | PAR Paraguai       | 46.89 |       |